# Apistogramma urteagai
Apistogramma urteagai är en fiskart som beskrevs av Kullander, 1986. Apistogramma urteagai ingår i släktet Apistogramma och familjen Cichlidae. IUCN kategoriserar arten globalt som livskraftig. Inga underarter finns listade i Catalogue of Life.